# Vol KLM 592
 (décembre 2023).
La mise en forme du texte ne suit pas les recommandations de Wikipédia : il faut le « wikifier ».
Les points d'amélioration suivants sont les cas les plus fréquents. Le détail des points à revoir est peut-être précisé sur la page de discussion.
- Les titres sont pré-formatés par le logiciel. Ils ne sont ni en capitales, ni en gras.
- Le texte ne doit pas être écrit en capitales (les noms de famille non plus), ni en gras, ni en italique, ni en « petit »…
- Le gras n'est utilisé que pour surligner le titre de l'article dans l'introduction, une seule fois.
- L'italique est rarement utilisé : mots en langue étrangère, titres d'œuvres, noms de bateaux, etc.
- Les citations ne sont pas en italique mais en corps de texte normal. Elles sont entourées par des guillemets français : « et ».
- Les listes à puces sont à éviter, des paragraphes rédigés étant largement préférés. Les tableaux sont à réserver à la présentation de données structurées (résultats, etc.).
- Les appels de note de bas de page (petits chiffres en exposant, introduits par l'outil «  Source ») sont à placer entre la fin de phrase et le point final[comme ça].
- Les liens internes (vers d'autres articles de Wikipédia) sont à choisir avec parcimonie. Créez des liens vers des articles approfondissant le sujet. Les termes génériques sans rapport avec le sujet sont à éviter, ainsi que les répétitions de liens vers un même terme.
- Les liens externes sont à placer uniquement dans une section « Liens externes », à la fin de l'article. Ces liens sont à choisir avec parcimonie suivant les règles définies. Si un lien sert de source à l'article, son insertion dans le texte est à faire par les notes de bas de page.
- La présentation des références doit suivre les conventions bibliographiques. Il est recommandé d'utiliser les modèles {{Ouvrage}}, {{Chapitre}}, {{Article}}, {{Lien web}} et/ou {{Bibliographie}}. Le mode d'édition visuel peut mettre en forme automatiquement les références.
- Insérer une infobox (cadre d'informations à droite) n'est pas obligatoire pour parachever la mise en page.

Pour une aide détaillée, merci de consulter Aide:Wikification.
Si vous pensez que ces points ont été résolus, vous pouvez retirer ce bandeau et améliorer la mise en forme d'un autre article.
Le vol KLM 592 concernait un avion de modèle KLM Douglas DC-6. Ce vol reliait l'aéroport de Rome-Ciampino (CIA/LIRA) à l'aéroport international de Francfort (FRA/EDDF). Le samedi 22 mars 1952, l'avion  s'est écrasé à l'approche de l'aéroport international de Francfort vers 10h45 ( heure locale), faisant ainsi 45 victimes.

## Avion - historique et incidents
Le 22 mars 1952, le vol KLM 592 concernait un avion de type Douglas DC-6 (numéro d'immatriculation PH-TPJ). L'avion vole pour la première fois en 1948. Concernant les statistiques d'incident de ce modèle, il s'agirait de la 12e perte d'un DC-6, du 8e accident mortel et du 4e pire accident de ce type (à l'époque, désormais le 20e pire). Après l'accident, les dégâts de l'appareil sont irréparables,.

## Accident
Le vol 592 décole de l'aéroport de Rome-Ciampino pour voler vers l'aéroport de Francfort. Vers 10h38 (heure locale), l'équipage du vol 592 contacte le contrôle du trafic aérien de Francfort et signale qu'il se trouvait au-dessus de la balise Staden à 4 000 pieds (1 219,2 m) . 7 minutes plus tard, vers 10h45, l'équipage signale qu'il s'approche de la balise d'Offenbach et descend à 2 460 pieds (749,808 m) . Après cela, l'équipage ne donne plus de nouvelle. Environ cinq minutes plus tard, l'avion s'est écrasé dans une forêt. Sur les 47 personnes à bord, 45 n'ont pas survécu à l'accident. Les survivants étaient un membre d'équipage et un passager.

## Enquête
La cause de l'accident n'a pas été déterminée, mais il est possible que l'équipage ait poursuivi l'approche en dessous de l'altitude minimale de descente pour maintenir un contact visuel avec le sol.